# Шахта 50 років Радянської України
ДВАТ «Шахта 50 років Радянської України». Входить до ДХК «Антрацит». Розташоване у смт Кріпенський, Антрацитівська міськрада, Луганської області.
Фактичний видобуток 1623/367 т/добу (1990/1999). У 2003 р. видобуто 137 тис.т. вугілля.
Максимальна глибина 550 м (1990—1999). Протяжність підземних виробок 58,6/36,6 км (1990/1999). У 1990—1999 розробляла пласт k2 потужністю 1,08-1,15 м, кут падіння 3-22/5-18°.
Кількість очисних вибоїв 5/2, підготовчих 11/6 (1990/1999).
Кількість працюючих: 1623/851 осіб, в тому числі підземних 1164/523 осіб (1990/1999).
Адреса: 94632, смт. Кріпенський, м. Антрацит, Луганської обл.